# Бруно Кіццо
Бруно Кіццо (італ. Bruno Chizzo, * 19 квітня 1916, Удіне — † серпень 1969) — колишній італійський футболіст, півзахисник.
Насамперед відомий виступами за клуб «Трієстина».
У складі збірної — чемпіон світу.

## Клубна кар'єра
У дорослому футболі дебютував 1933 року виступами за команду клубу «Удінезе», в якій провів два сезони, взявши участь у 51 матчі чемпіонату.
Своєю грою за цю команду привернув увагу представників тренерського штабу клубу «Трієстина», до складу якого приєднався 1935 року. Відіграв за трієстський клуб наступні чотири сезони своєї ігрової кар'єри. Більшість часу, проведеного у складі «Трієстини», був основним гравцем команди.
Згодом з 1939 по 1949 рік грав у складі команд клубів «Мілан», «Дженоа», «Анконітана», «Удінезе» та «Больцано».
Завершив професійну ігрову кар'єру у клубі «Емполі», за команду якого виступав протягом 1949—1950 років.

## Виступи за збірну
1938 року викликався до складу національної збірної Італії, зокрема був включений до національної команди для участі у чемпіонаті світу 1938 року у Франції. За результатами перемоги італійців на цьому турнірі став чемпіоном світу, попри той факт, що протягом кар'єри у національній збірній участі у жодній офіційній грі команди так і не взяв.

## Титули і досягнення
- Чемпіон світу (1):

1938